# Willy Metschke
Willy Metschke war ein Berliner Kapellmeister.

## Wirken
Metschke trat auf dem Etikett der Homophon Co. „Homokord“ (damals noch mit „k“ geschrieben) unter dem Pseudonym Jenő Fesca, daneben aber auch noch unter dem Künstlernamen Arpád Városz auf. Dabei hat sich durch Vergleich herausgestellt, dass diese Pseudonyme komplementär verwendet wurden, indem Aufnahmen auf 25-cm-Platten unter Arpád Városz, die 30-cm-Ausgaben aber unter Jenő Fesca erschienen. Die Werbung der Firma stellte diese Kunstfiguren als real dar und warb in schwärmerischen Worten vom „einschmeichelnden warmen Ton und straffen Rhythmus“ der Darbietungen.
Metschke spielte Geige und leitete schon vor dem Ersten Weltkrieg in Berlin zeitgemäße Tanzkapellen, zum Beispiel im Berliner Tanz-Palast Libelle, wovon noch Homokord-Etiketten mit dieser Aufschrift Zeugnis geben. Diese frühen Aufnahmen 1922 tragen auch noch den Namen „Kapellmeister Willy Metschke“. In den 1920er-Jahren gab es neben dem damals üblichen Tanzmusik-Repertoire mit Walzern von Strauß und Waldteufel auch „jazzige“ Einspielungen von Fescas Kapelle.
Wie auch bei anderen Schallplattenfirmen, beispielsweise bei Lindströms „Parlophon“-Etikett, war es auch bei der Homophon Co. zu der Zeit Brauch, das der Künstler in das noch weiche Aufnahmewachs seine Signatur schrieb; diese wurde dann mitgepreßt und der Käufer erhielt eine „signierte“ Schallplatte mit dem Namenszug seines Lieblingskünstlers. Dies wurde auch bei „Jenő Fesca“ praktiziert.
Willy Metschke spielte als „Jenő Fesca“ außer bei Homokord auch noch bei VOX bis zum Ende der 1920er-Jahre Platten ein.
Nach 1930 konnte man ihn auf KRISTALL-Schallplatten hören.

## Ausgewählte Aufnahmen
- als Orchester des Tanzpalastes Libelle Willy Metschke
  - Glocken der Liebe / Leb’ wohl, schwarzbraunes Mägdelein (Homokord 223, ca. 1920)
- als Arpád Városz Orchester
  - Kiss Mama kiss Papa / Brno (Homokord M 1714)
  - Was Blumen träumen / Aubade printinaire (Homokord B 1810)
  - Wo hast du die schönen blauen Augen her / Wenn du nicht kannst, lass mich mal
- als Orchester Jenő Fesca
  - May Queen / Ouvertüren-Foxtrot (Vox 8179, 1926)
  - Down home blues / Valencia (Vox 8180, 1926)
  - Münchner Kindl / Weana Madln (Vox 8415, 1927)
  - Mein Darling muss so sein wie du / Die kleinen Mäderln im Trikot (Vox 8416, 1927)
  - Potpourri aus der Operette Die Zigeunerprinzessin (2 Teile) (Vox 8420, 1927)
  - Gold und Silber / Morgenblätter (Vox 8479, 1927) (auch als Arpad Janos-Orchester auf Kristall 1607)
  - Pluie de diamants (2 Teile) (Vox 8517, 1927)
  - Poranek / Die Hochzeit der Winde (Vox 8614, 1928)
  - In den Teegärten Ceylons / Liebesgruß (Vox 8615, 1928)
  - Blackin’ blues / Shanghai (Homocord B 8628)

Diskografie siehe PDF-Datei

## Hörbeispiele
- Willy Metschke als „Arpád Városz“ spielt den Foxtrot „Lucky Hours“ von Hartwig v. Platen, aufgen. 1925 auf Homocord B.1896 (Matr. 17 999)
- Willy Metschke als „Arpád Városz“ spielt den 'modernen Tanz' “Florida du Rève” von Harry Boston auf Homocord 2-1432 (Matr. 18 522)
- Willy Metschke als „Arpád Városz“ spielt den Boston “Narcotic” von Harry Boston auf Homocord 2-1432 (Matr. 18 523)

| Personendaten    | Personendaten                                      |
| ---------------- | -------------------------------------------------- |
| NAME             | Metschke, Willy                                    |
| ALTERNATIVNAMEN  | Vesca, Jenő (Pseudonym); Városz, Arpád (Pseudonym) |
| KURZBESCHREIBUNG | deutscher Kapellmeister                            |
| GEBURTSDATUM     | 19. Jahrhundert                                    |
| STERBEDATUM      | 20. Jahrhundert                                    |